# Santa Cruz (Huarmaca)
Santa Cruz es un caserío peruano ubicado en el distrito de Huarmaca, perteneciente a la provincia de Huancabamba del departamento de Piura, al norte del Perú. 

## Ubicación
Santa Cruz se ubica al sureste de la provincia de Huancabamba, en el distrito de Huarmaca, en el departamento de Piura.

## Demografía
En 2017 Santa Cruz tenía una población de 181 habitantes.